# Château de Bussy-Rabutin
Pour les articles homonymes, voir Château de Bussy, Bussy et Rabutin.
Le château de Bussy-Rabutin ou château de Bussy-le-Grand est un château  de style Renaissance initialement bâti aux XIIe siècle et XIVe siècle, à Bussy-le-Grand, en Côte-d'Or en Bourgogne-Franche-Comté. Le château est classé Monument Historique en 1862, le domaine est classé monument historique le  29 mars 2005 et le château est labellisé Maisons des Illustres. Propriété de l'État depuis 1929 avec une centaine d’autres monuments, il est géré et animé par le centre des monuments nationaux du ministère de la Culture.

## Historique
Au XIIe siècle le seigneur Renaudin de Bussy fit construire une maison forte à ce qui est aujourd'hui le village de Bussy-le-Grand dans un vallon boisé de l'Auxois à quelques kilomètres d'Alésia/Alise-Sainte-Reine, de l'abbaye de Fontenay et du château de Montbard. 

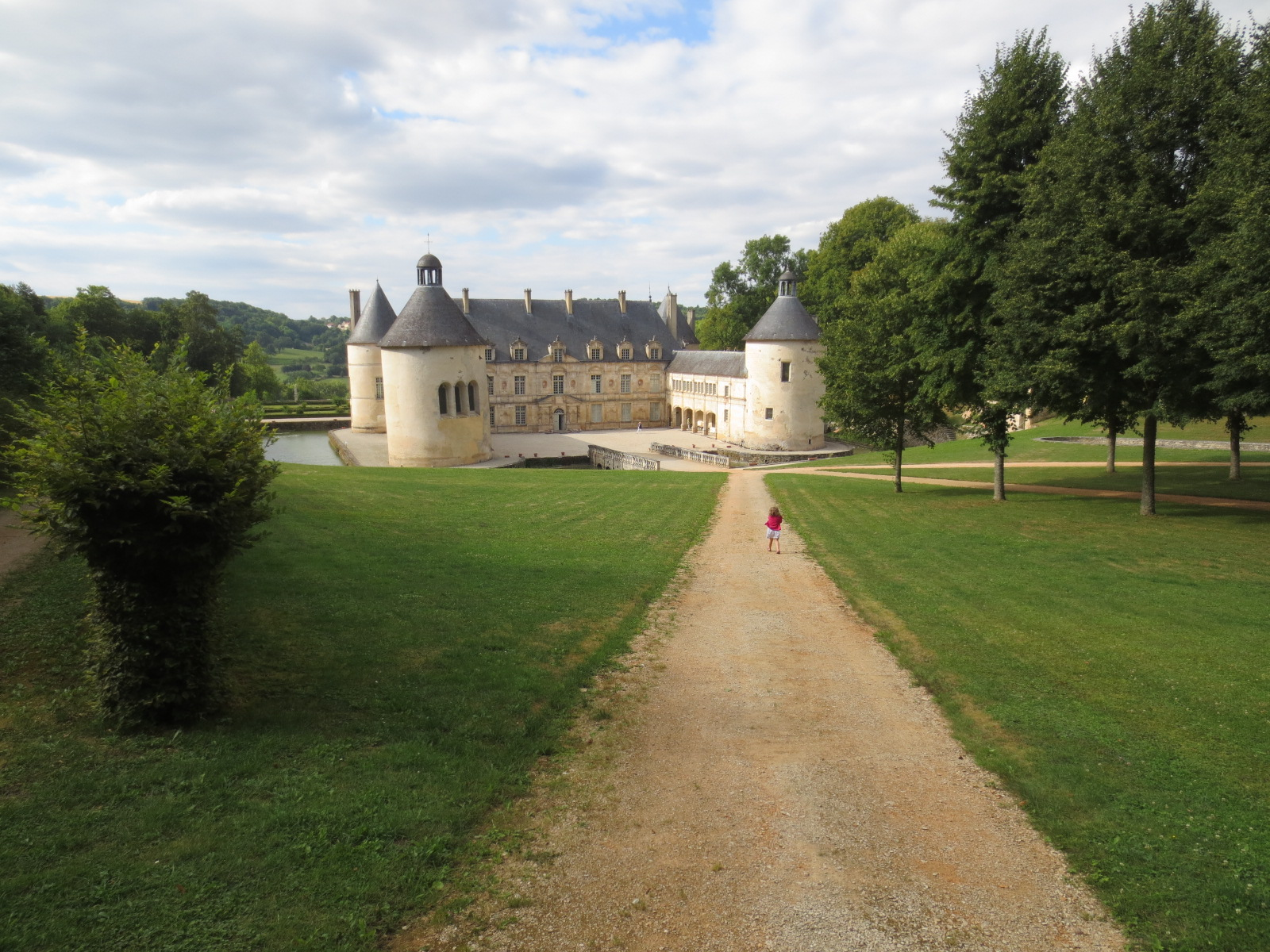
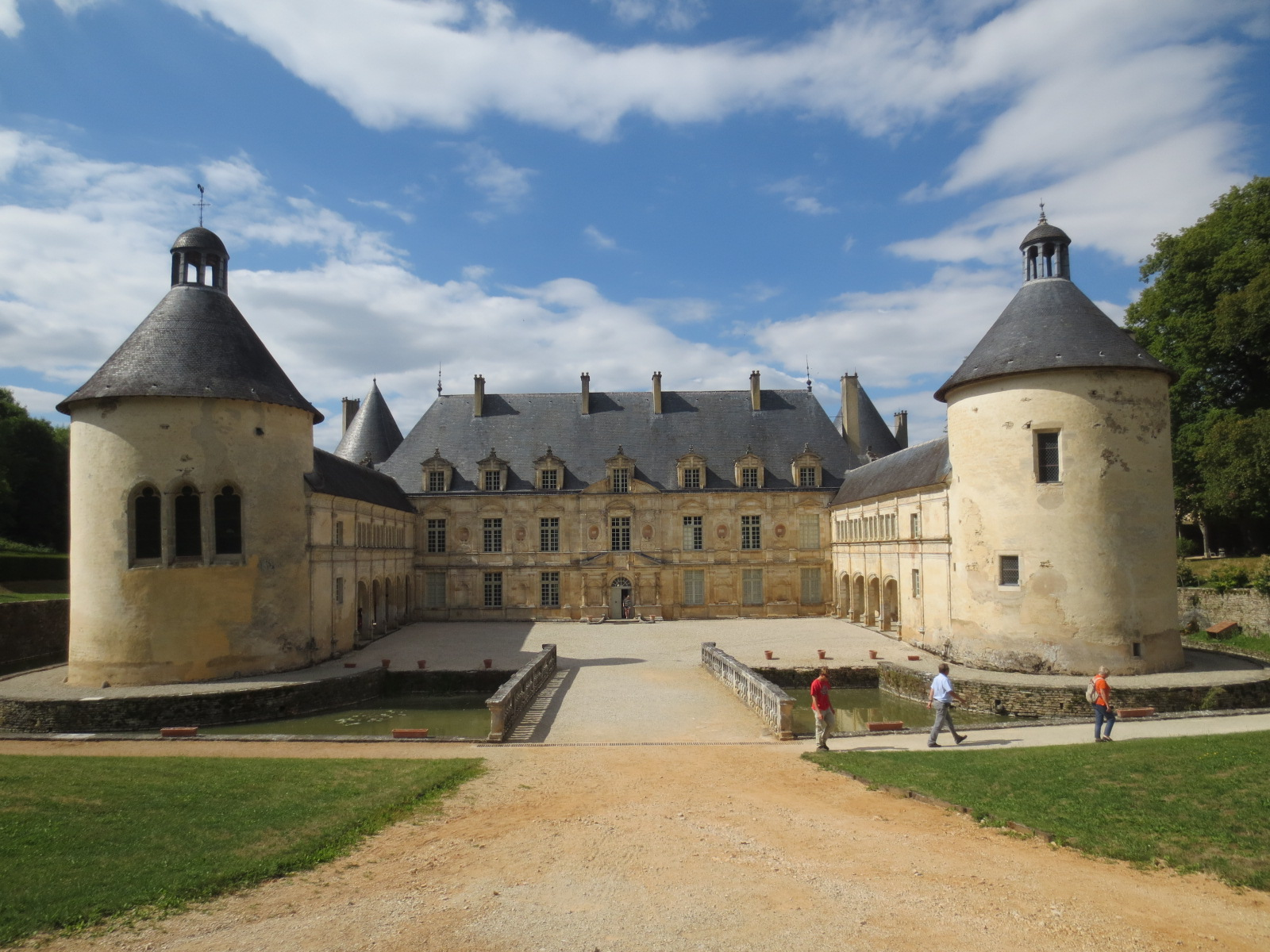
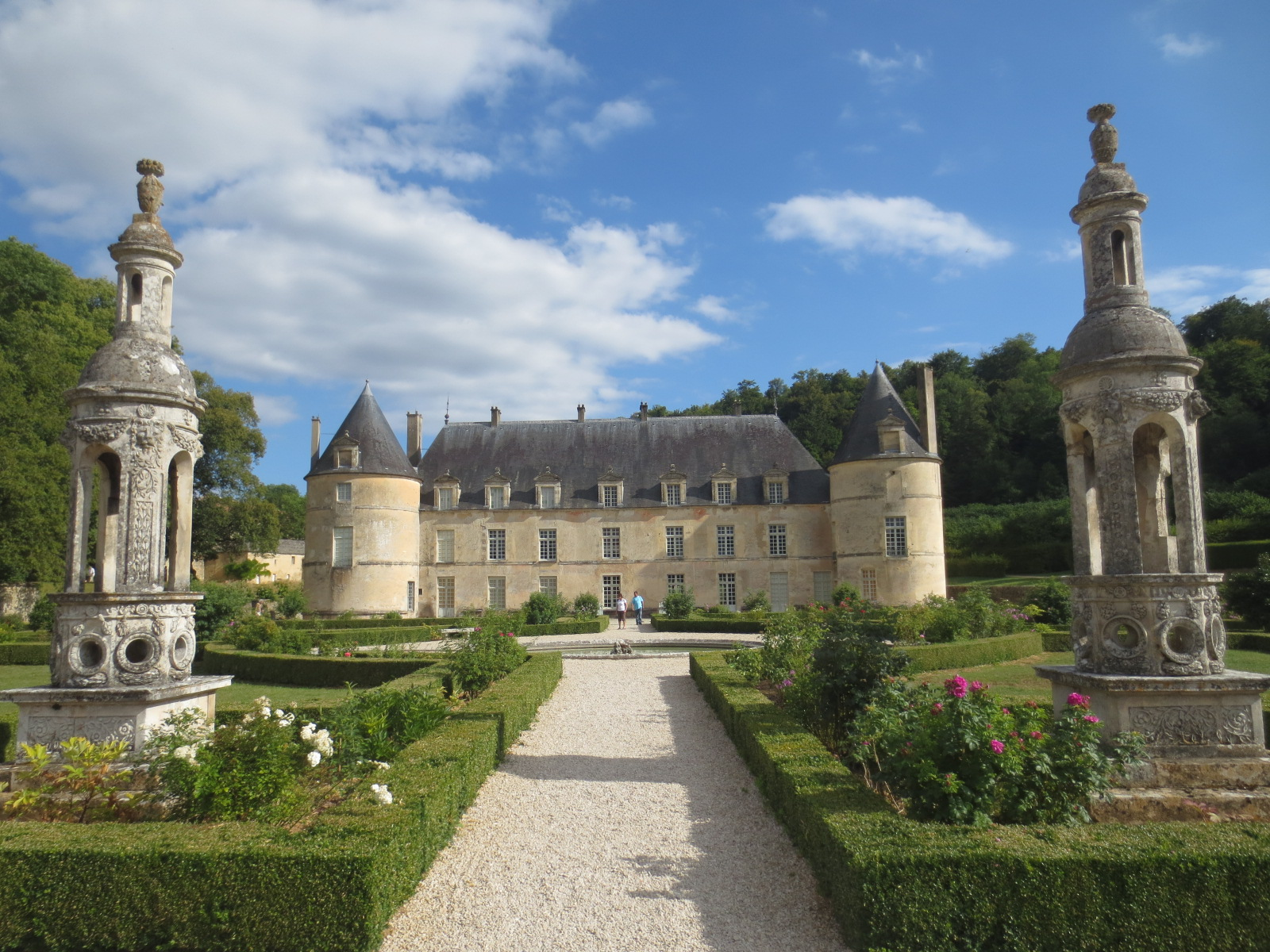
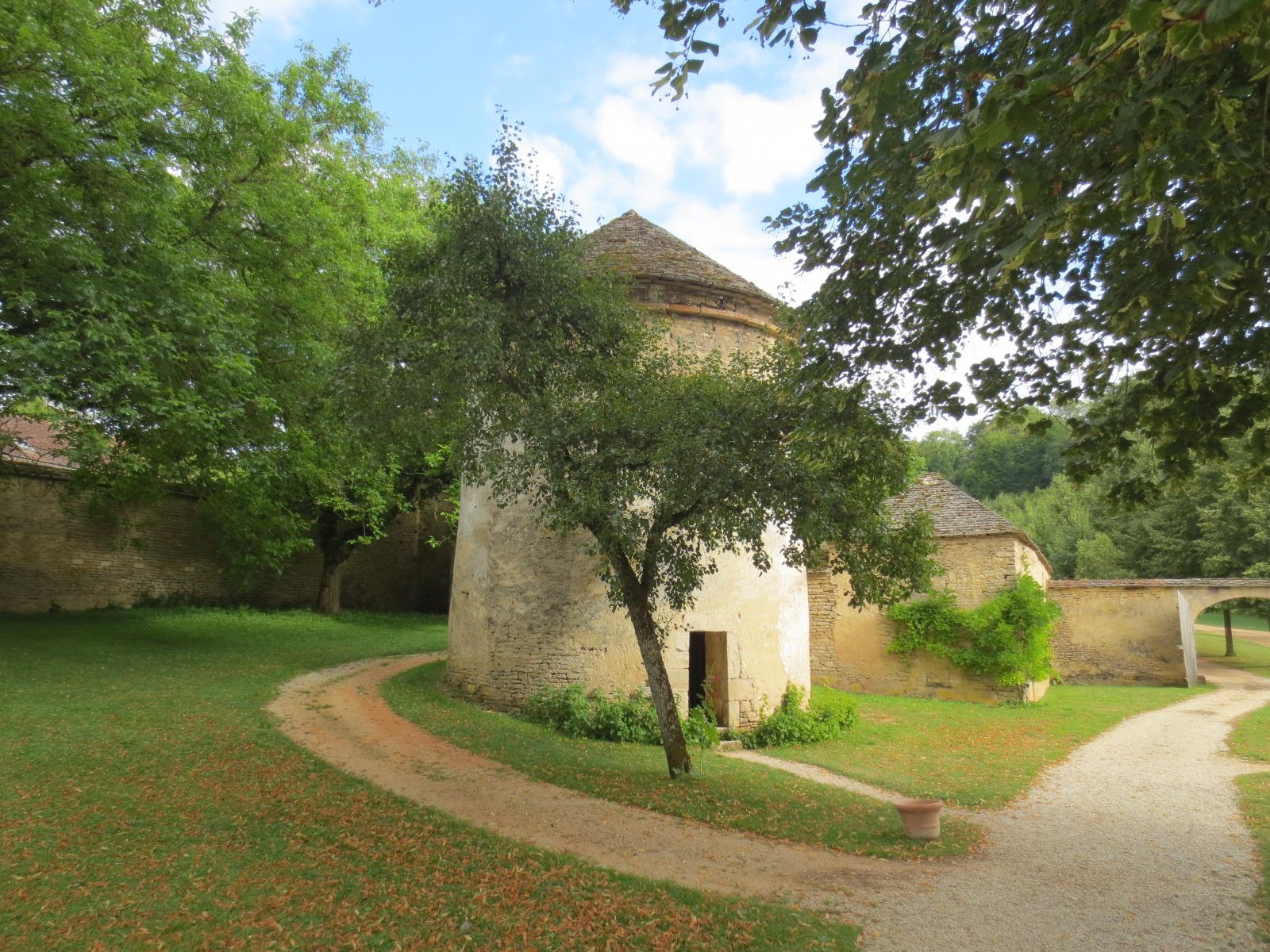

Il est reconstruit au XIVe siècle en château d'habitation puis remanié sous les rois Henri II et Louis XIII. Le château est la propriété de nombreuses familles à travers le temps. En 1600, le château de Bussy est acheté par François de Rabutin, père du fameux Roger de Bussy-Rabutin.

### Roger de Bussy-Rabutin
Le plus célèbre propriétaire des lieux fut le comte de Bussy, Roger de Bussy-Rabutin (1618-1693), général des armées royales du roi Louis XIV, courtisan de la cour de France, philosophe et écrivain épistolaire, pamphlétaire, satirique et libertin et membre de l'Académie française.

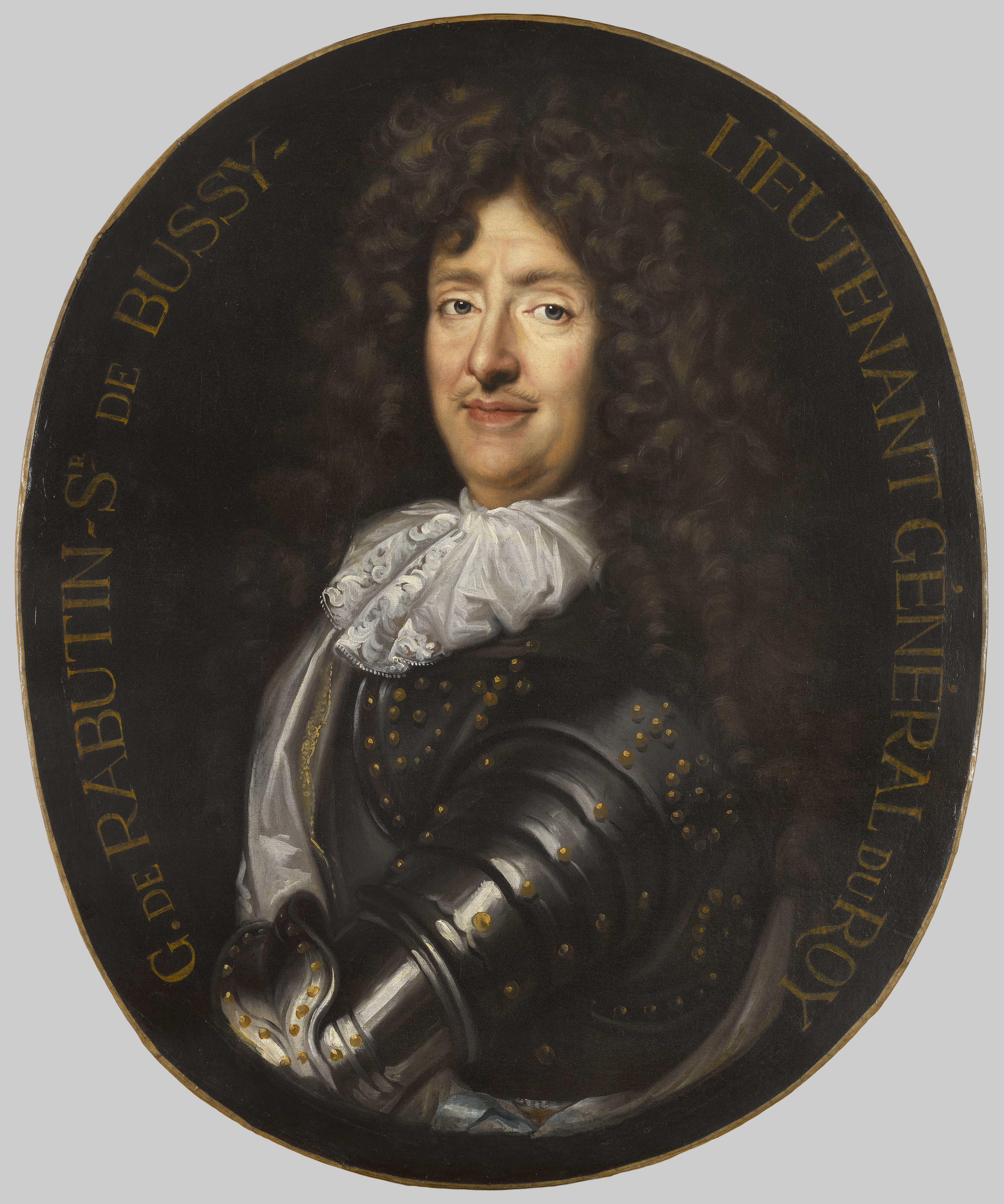
Roger de Bussy-Rabutin (1618-1693).

À Pâques 1659, le comte de Bussy-Rabutin prend part à une orgie au château de Roissy, où il médit outrageusement et scandaleusement sur les mœurs de la cour, sur le roi et sur la famille royale (décrit plus tard dans son œuvre « Histoire amoureuse des Gaules »). Il est alors condamné, trois mois plus tard, à un premier exil de la Cour de France par le jeune roi Louis XIV, dans le château familial de Bussy de son domaine bourguignon.
En 1660, incorrigible, il écrit sans vouloir le publier son pamphlet satirique et calomnieux « Histoire amoureuse des Gaules », chronique sur les frasques de certaines personnes de la cour et sur les premières amours du jeune Louis XIV et de Marie Mancini (nièce du cardinal - premier ministre Jules Mazarin) qu'il tourne en ridicule, pour amuser sa maîtresse, la marquise de Montglas et quelques-uns de ses amis. L'intrigante marquise de la Baume fait alors secrètement copier l’œuvre, puis répandre sa publication en avril 1665 à Liège, à l'insu de l'auteur.
L'œuvre scandaleuse parvient à la cour et au jeune roi qui fait arrêter l'auteur en 1666, le destitue de toutes ses charges et le fait enfermer treize mois à la Bastille (alors qu'il vient juste d'être élu à l'Académie française) avant de le faire exiler et disgracier à vie, pour la seconde fois, dans son château en Bourgogne, où ce dernier passera dix-sept années d'exil et la fin de sa vie.
Le comte rédige alors ses mémoires, produit une très importante correspondance par lettres avec ses amis et notamment avec sa cousine Madame de Sévigné (mère de Madame de Grignan), avec laquelle il partage le plaisir de l'écriture, dont il découvre le talent littéraire et qui invente à l'encontre de l'esprit de leur famille le mot « rabutinage ».
Pour illustrer sa vie, il fait décorer son château de plus de 500 portraits peints commentés des membres les plus importants de la cour de France qu'il a côtoyés et qui lui manquent, et de nombreux portraits des dames qu'il a aimées au cours de sa vie... 
En 1683, le souverain lui pardonne enfin en l'autorisant à assister à son lever (un des moments les plus enviés de la vie de la cour). Déçu par l'accueil de la cour, Roger de Bussy-Rabutin s'en retourne en ses châteaux et n'apparaîtra que très rarement à Versailles.
En 1835, le comte Jean-Baptiste-César de Sarcus (1787-1875, père du baron Charles-Marie de Sarcus) achète le château qu'il fait classer Monument Historique en 1862. Il entreprend sa restauration en préservant l’œuvre intégrale de Roger de Rabutin. La famille des comtes de Sarcus fait installer entre autres un écusson à ses armes au-dessus de la porte principale du château et installer dans le jardin à la française deux statues : Cybèle et sa corne d'abondance et Junon et son paon.
En 1929, le château est acheté par l'État : il est depuis géré et animé par le Centre des monuments nationaux du ministère de la Culture.
Le château de Bussy-Rabutin a été sélectionné par la Mission Bern, en vue de soutenir sa restauration. Un premier projet a été réalisé et ouvert en juin 2020, l'espace d'introduction à la visite. Les chantiers de curage des douves, de drainages sont prévus pour l'automne 2020, alors que les travaux de conservation de l'aile 'Sarcus' se dérouleront de 2021 à 2022, avec le soutien de la Région Bourgogne Franche-comté.

## Architecture et décoration
Le château de Bussy-Rabutin fait cohabiter plusieurs époques. Sa façade date du XVIIe siècle, le rez-de-chaussée de Louis XIII et les étages de 1649. La cour d'honneur est entourée de galeries au décor typique de la première Renaissance française et la toiture est en ardoise. La riche et originale décoration intérieure est quant à elle, l’œuvre intégrale de l'écrivain Roger de Bussy-Rabutin. 
- Galerie des rois de France et des ducs de Bourgogne
- Antichambre des Hommes de Guerre (avec 65 portraits des grands capitaines de la cour)

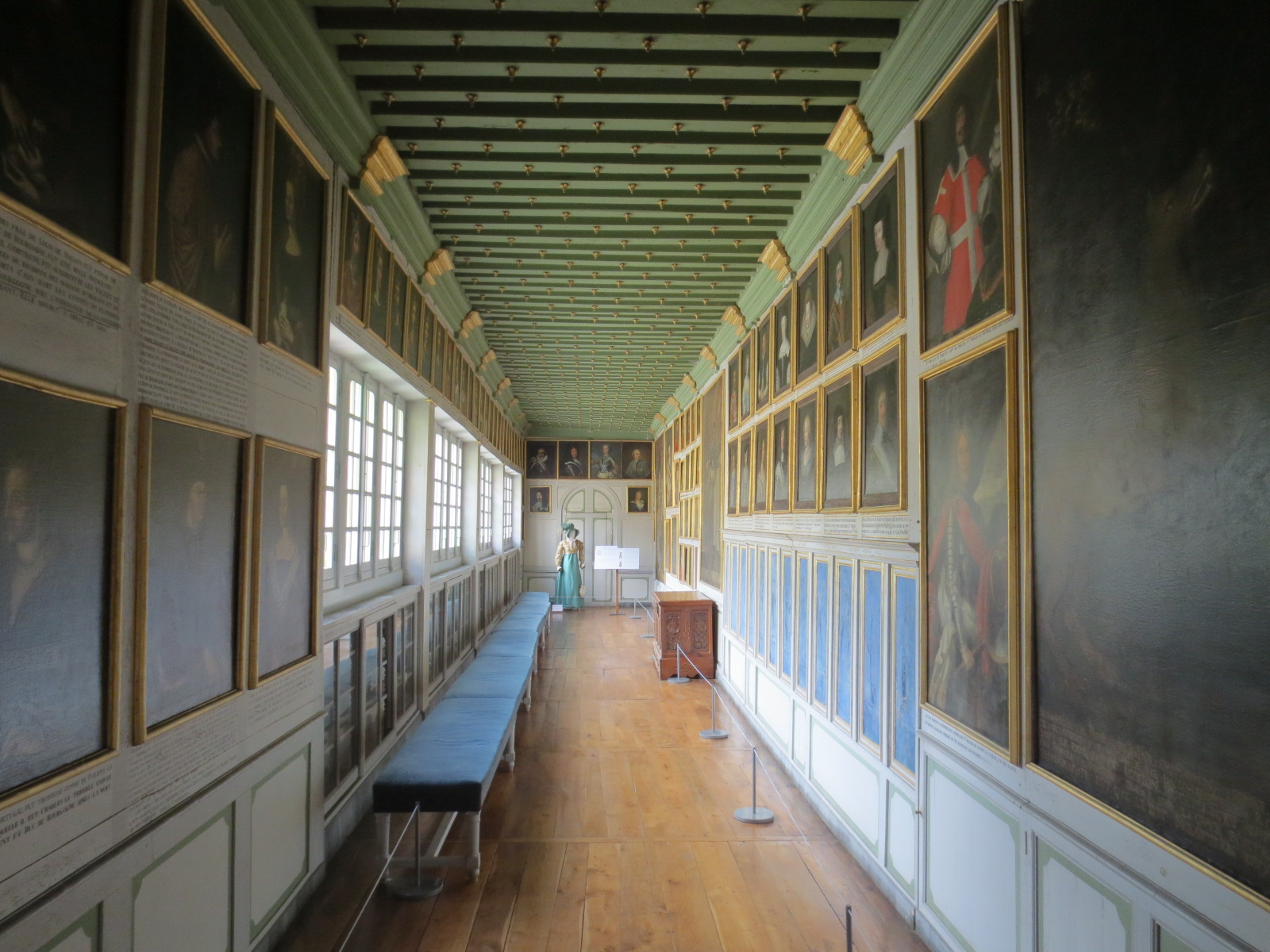
Galerie des rois.
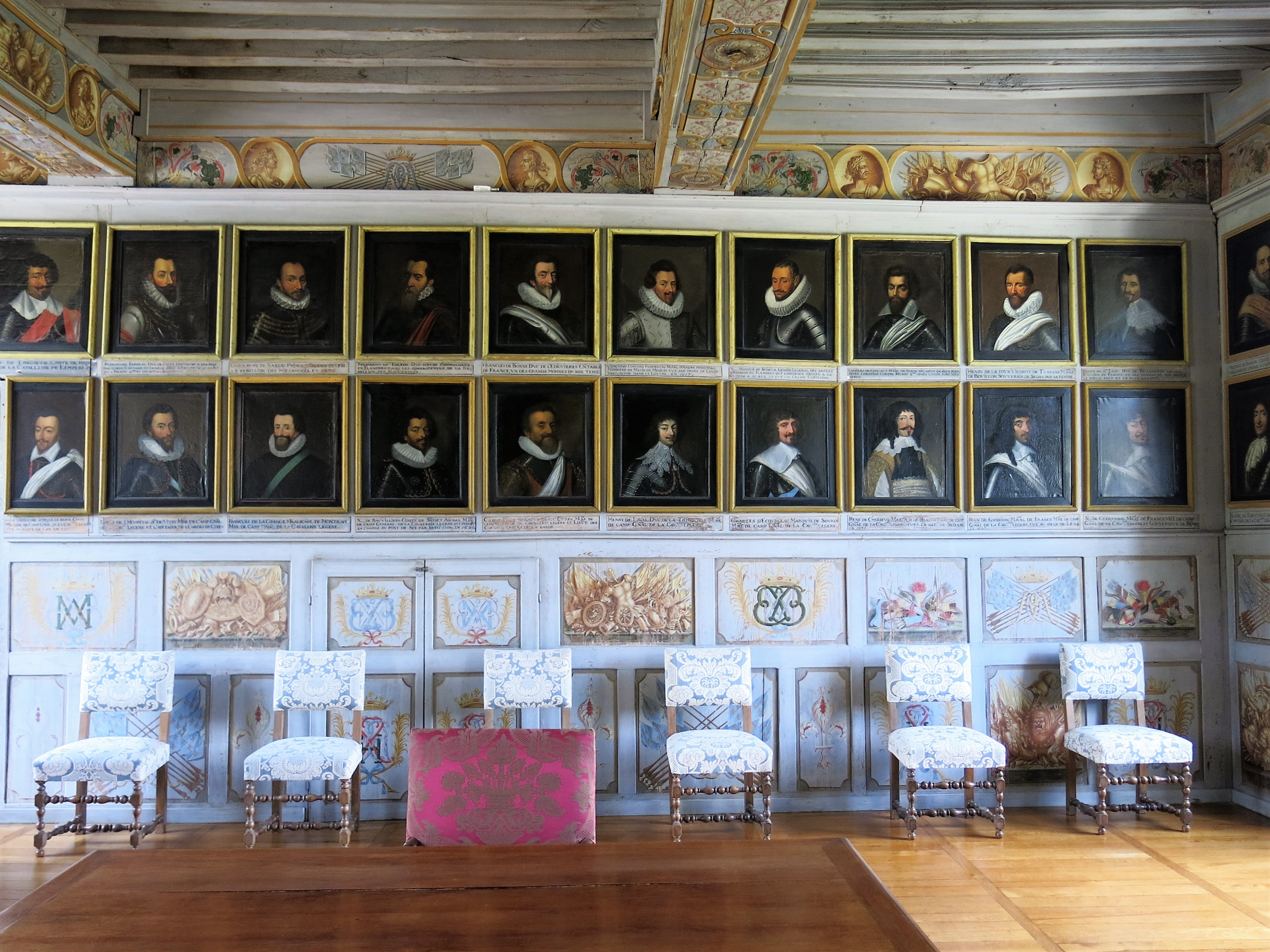
Antichambre des hommes de guerre.

- Chambre de Bussy (avec 25 portraits de dames de la cour de Louis XIV)

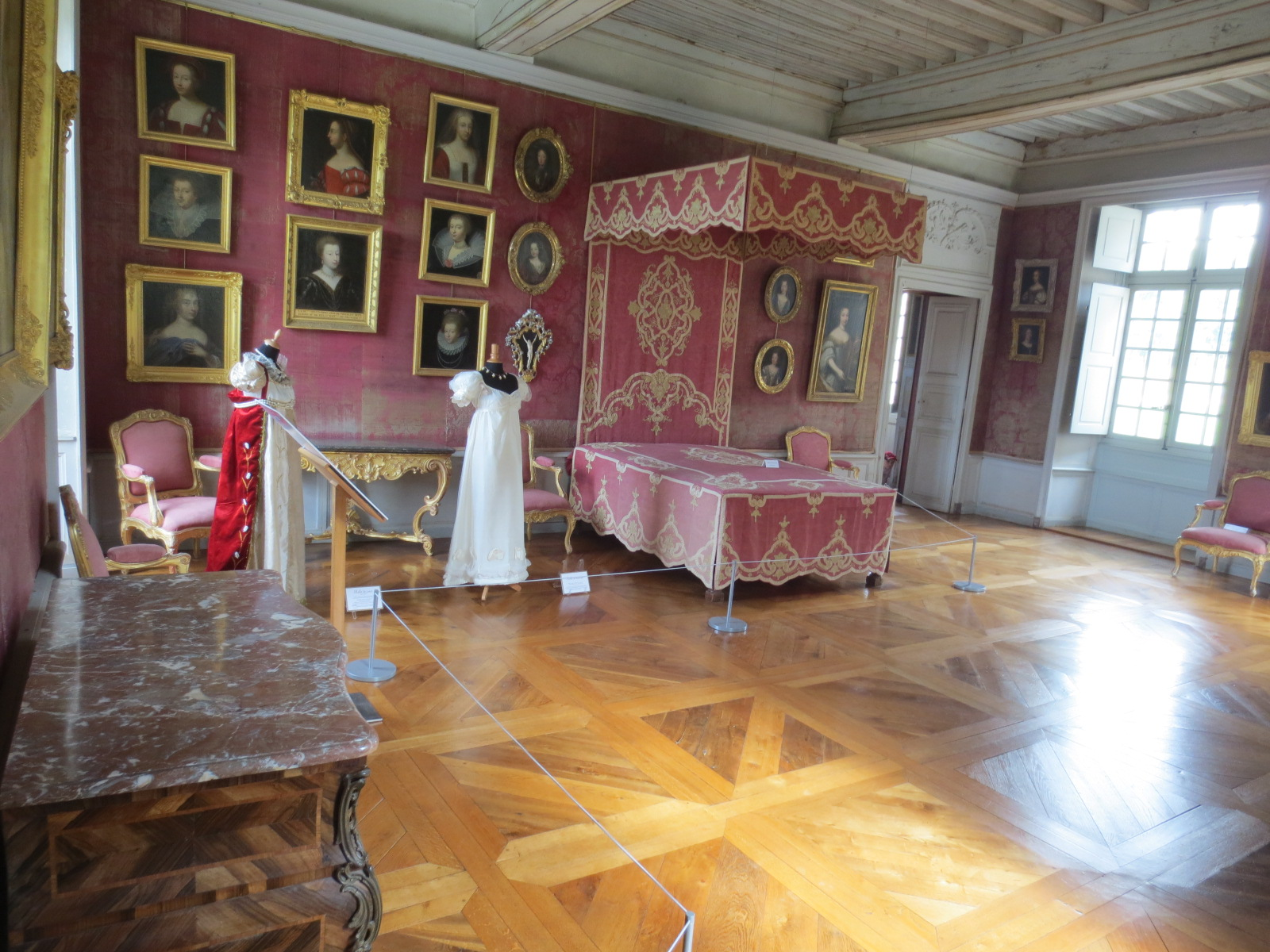
Chambre.
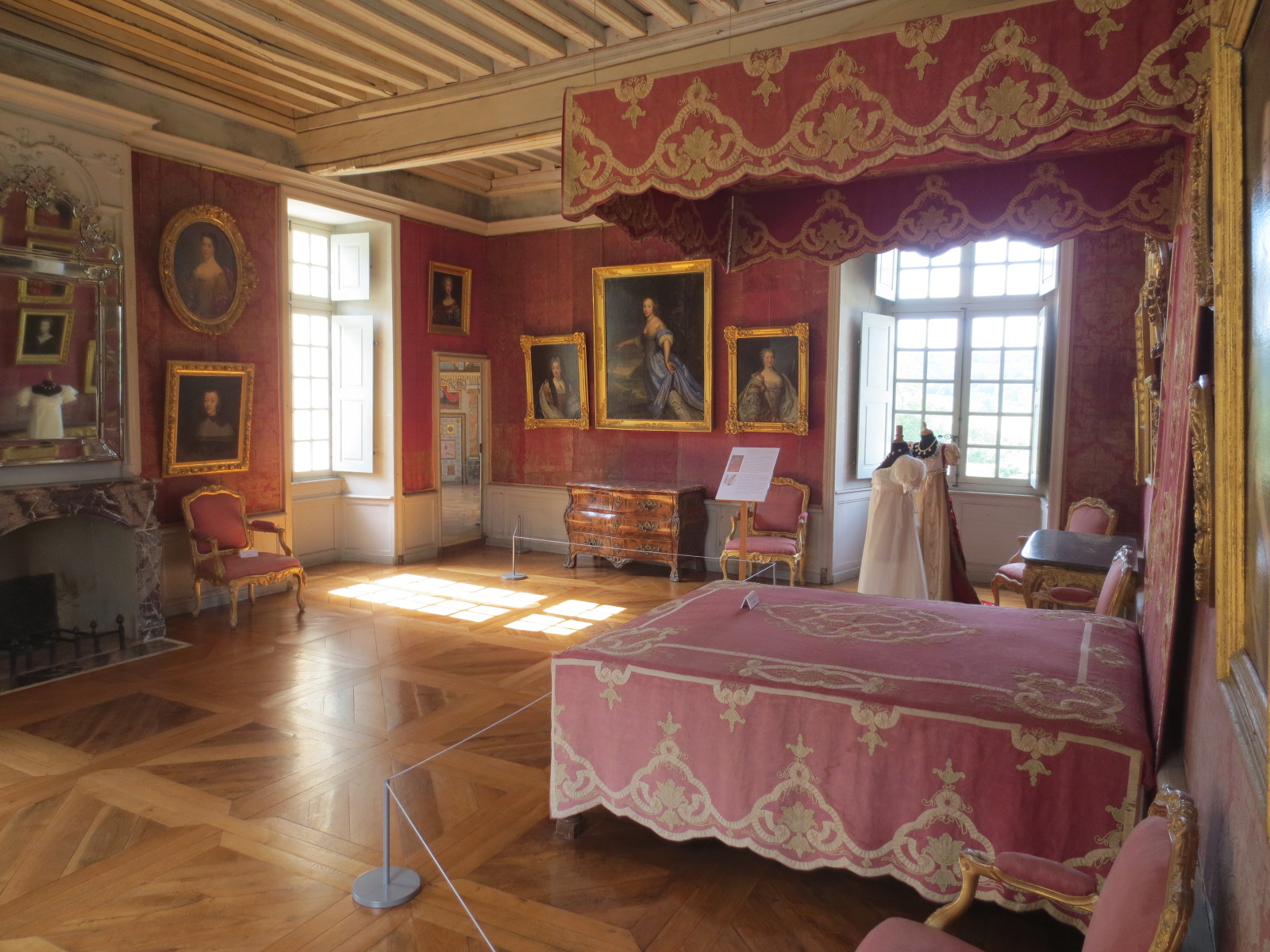
Chambre.
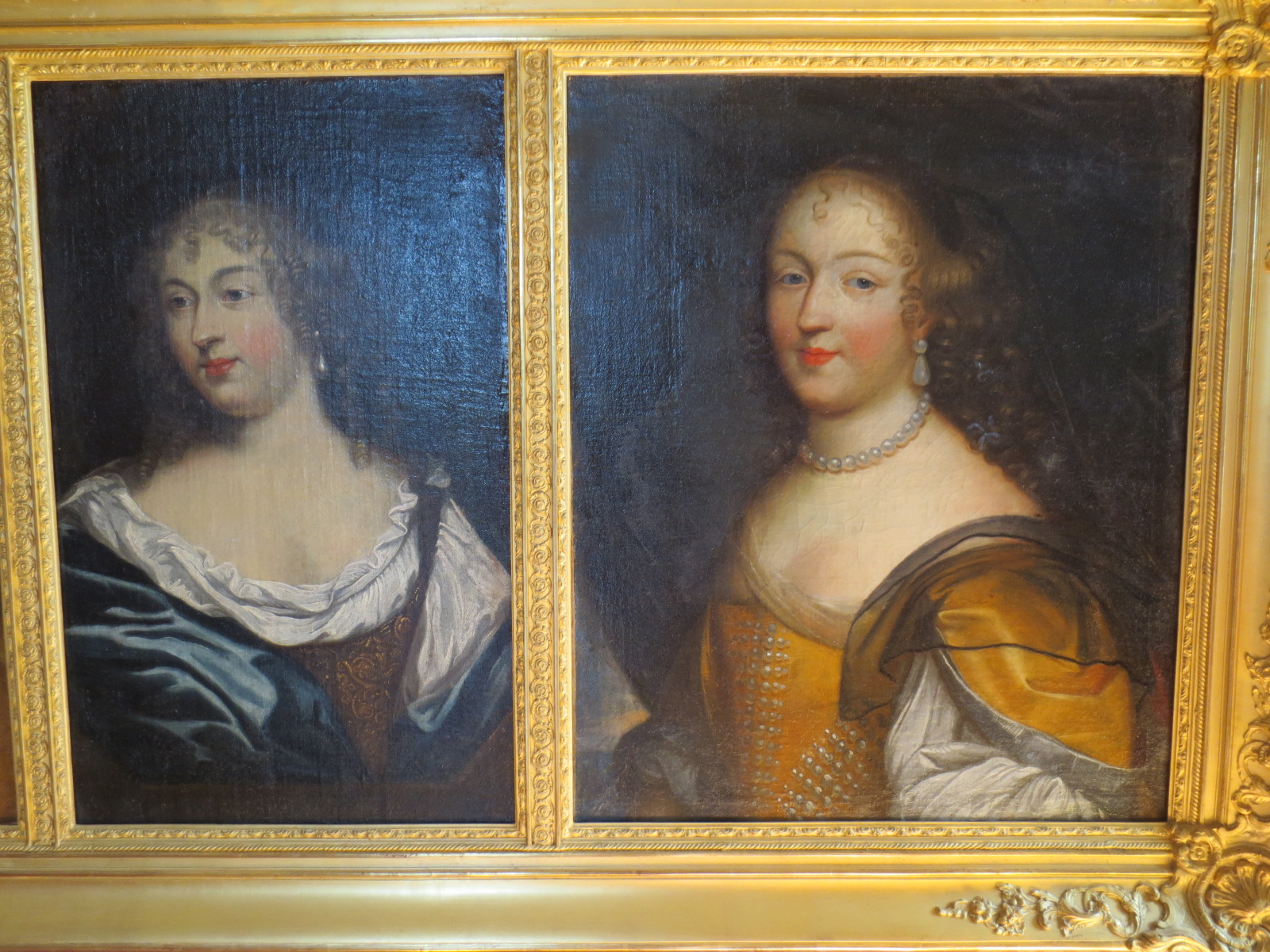
La comtesse de Grignan Françoise de Sévigné et la marquise de Sévigné Marie de Rabutin-Chantal.

- Salon de la tour dorée

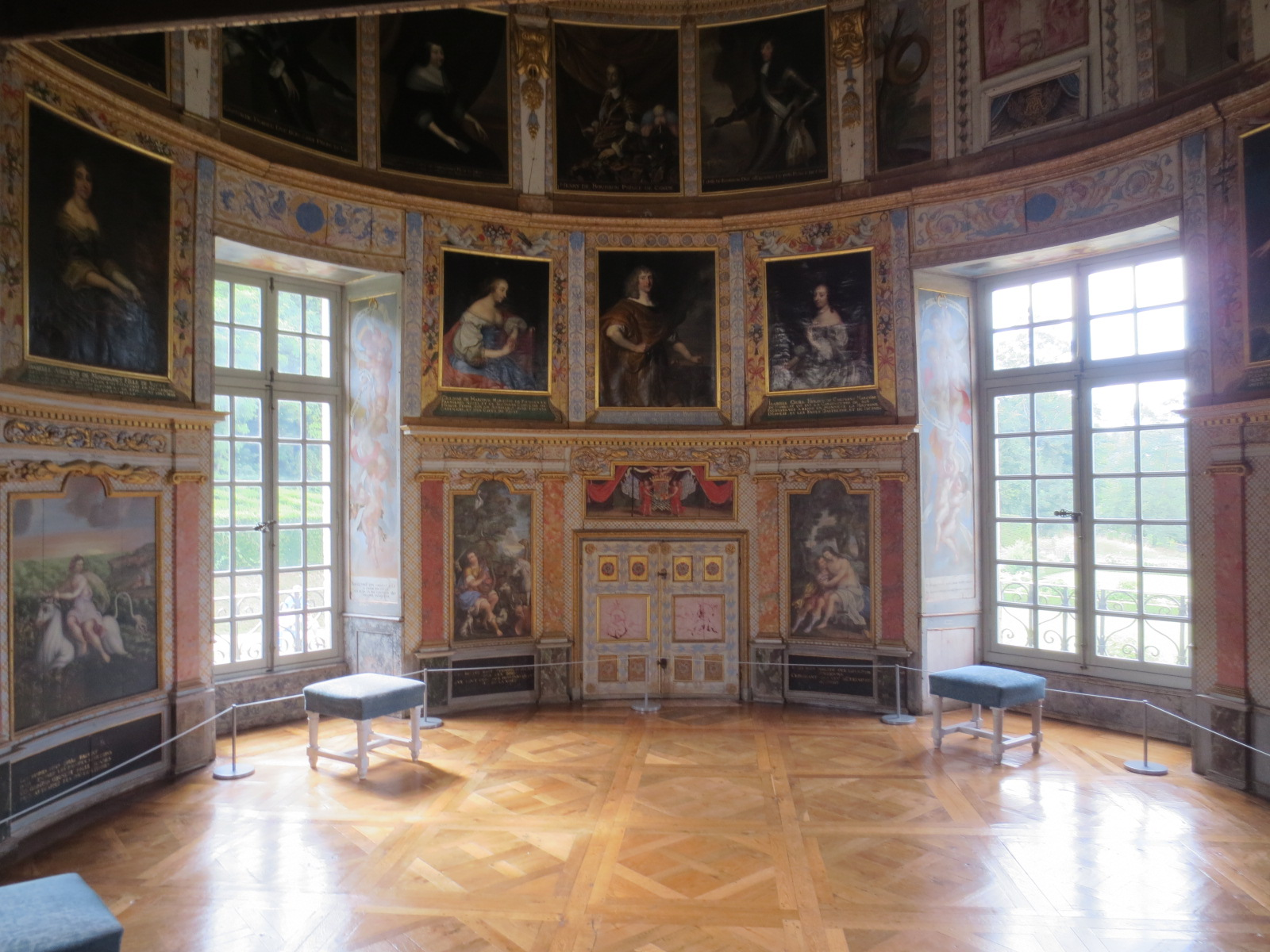
Salon de la Tour dorée.
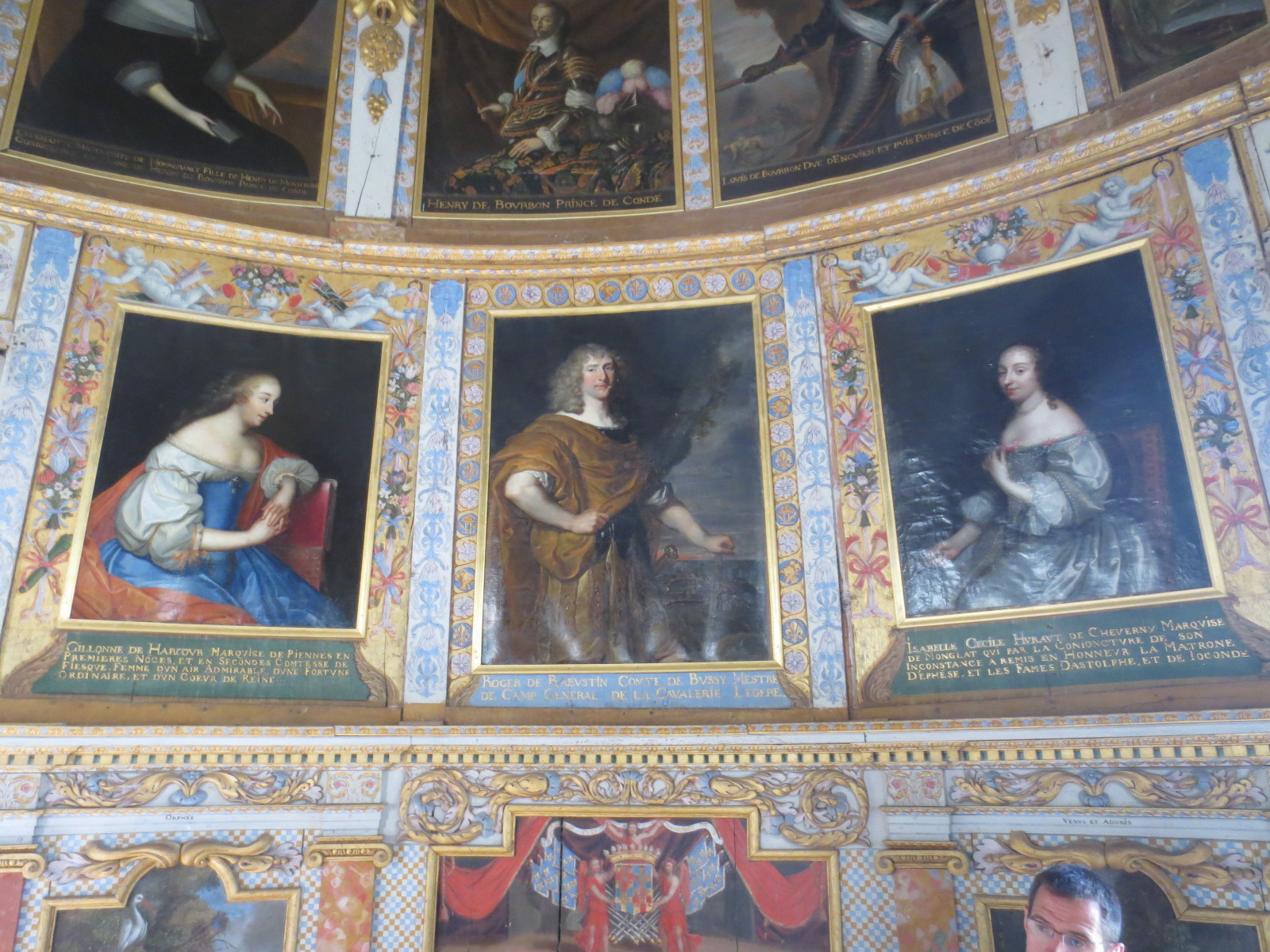
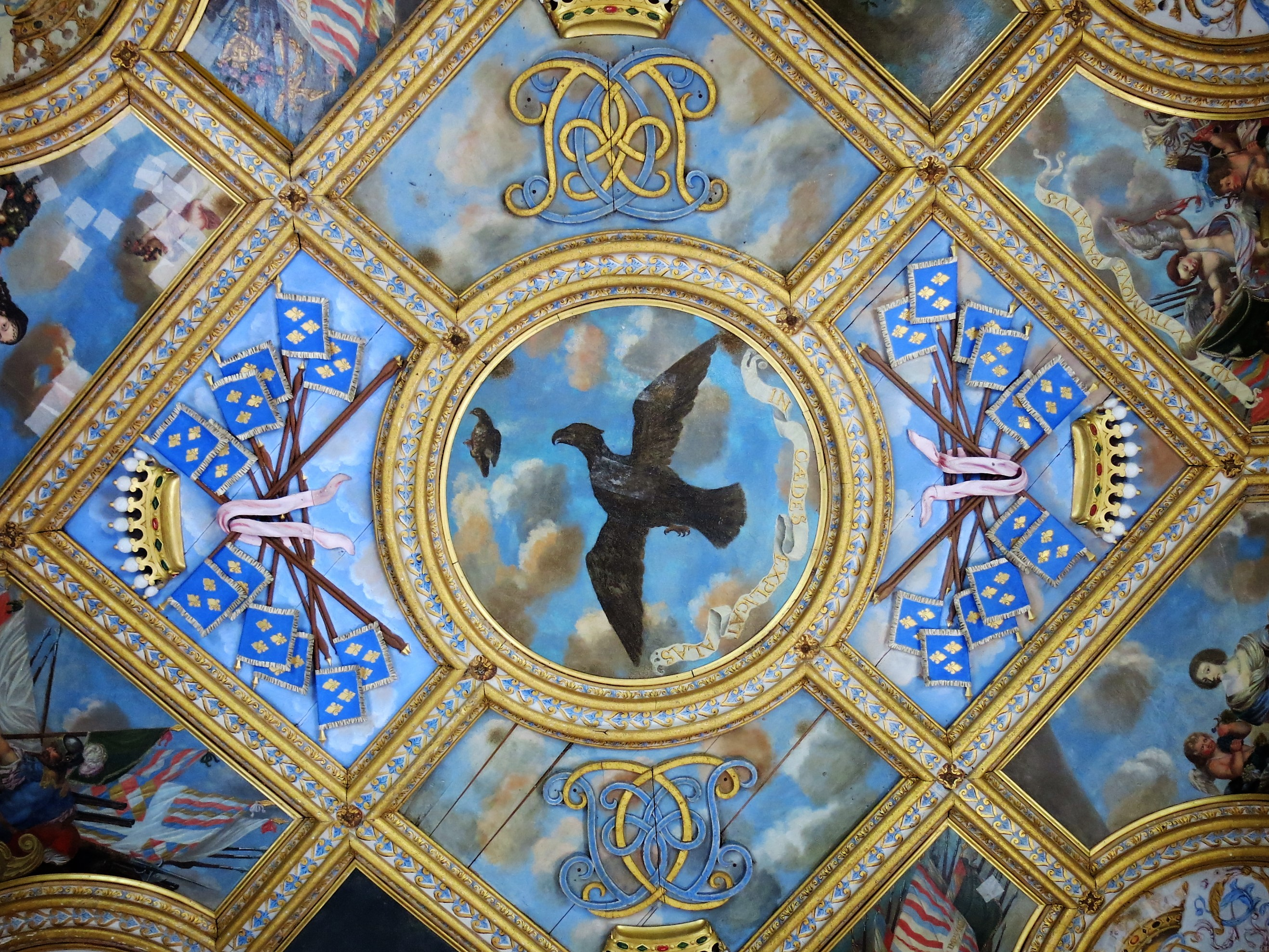
Plafond.

- Salle des devises, avec quelques aphorismes en latin faisant allusion à sa situation de banni et d'oublié de sa maîtresse. Ainsi que des peintures de divers châteaux et résidences royales français.

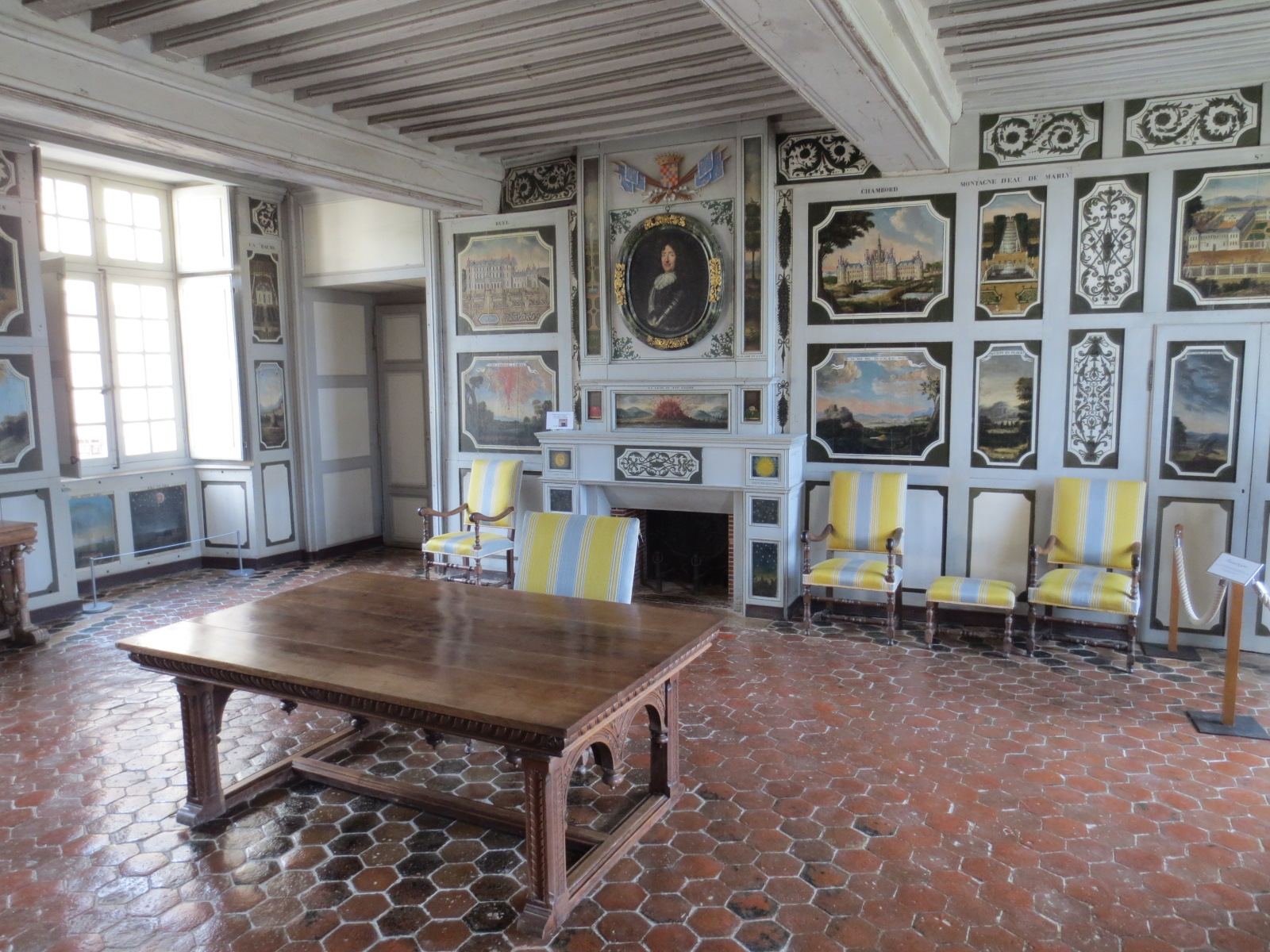
Salle des devises.
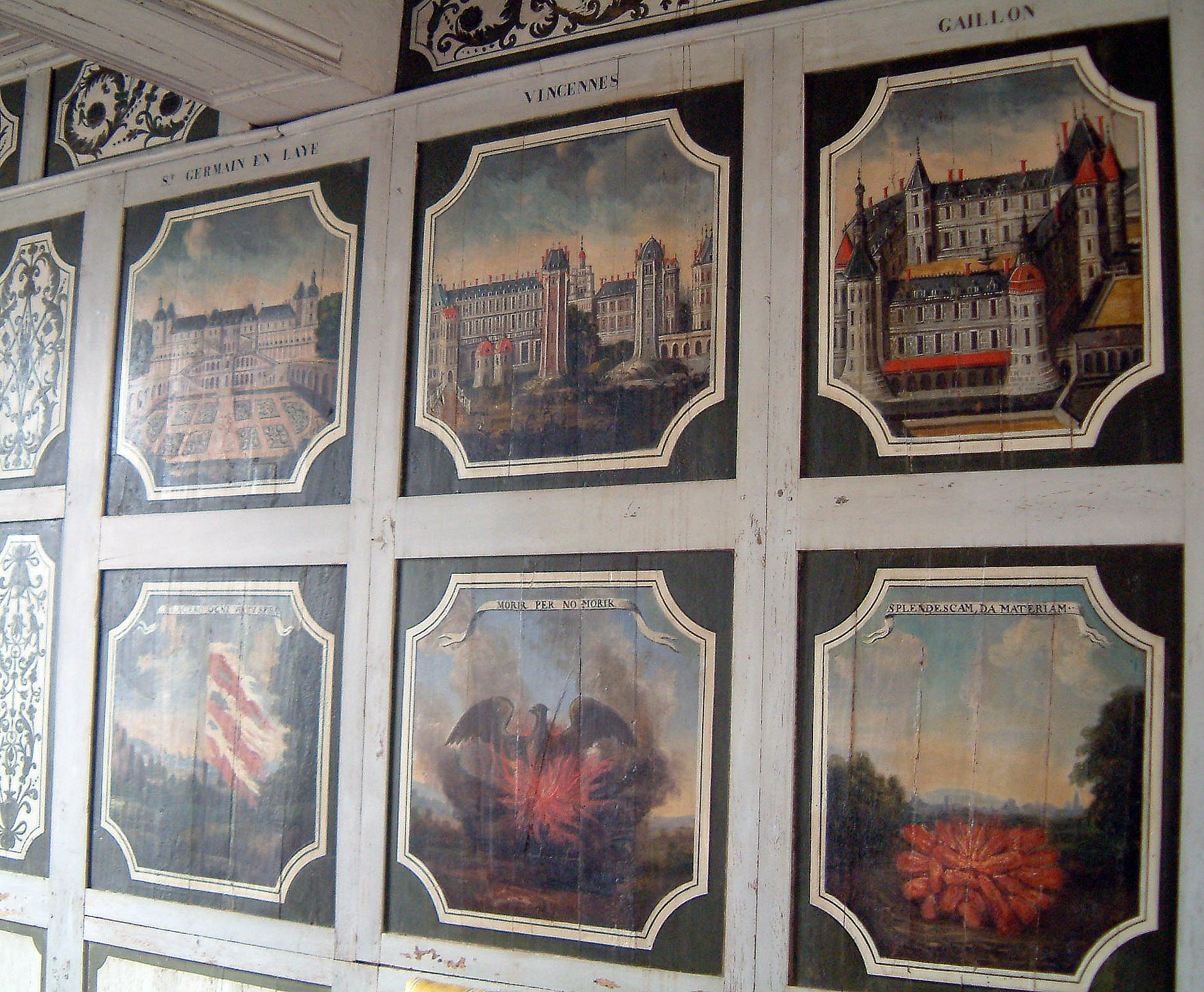
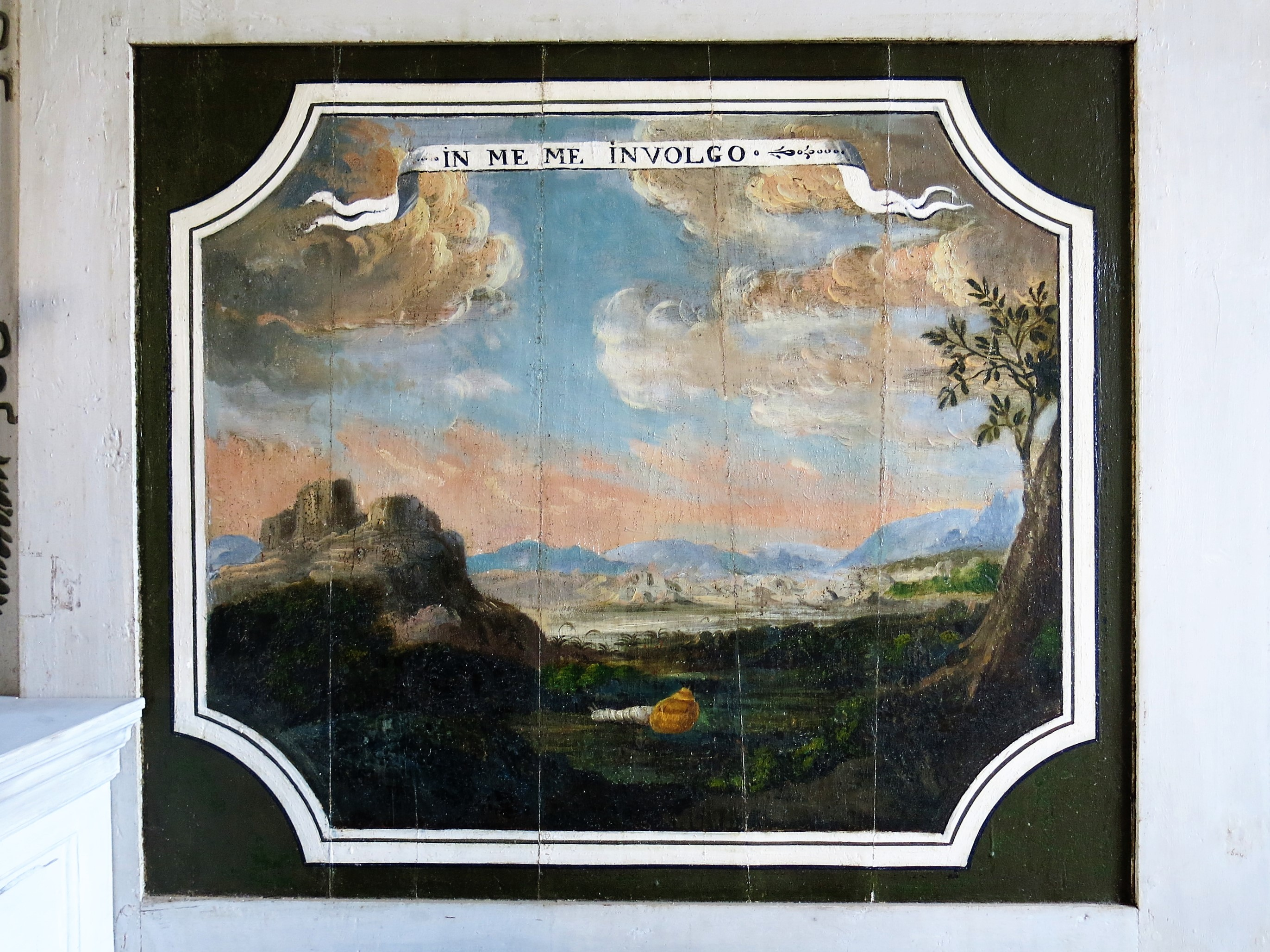
Exemple de peinture de devise
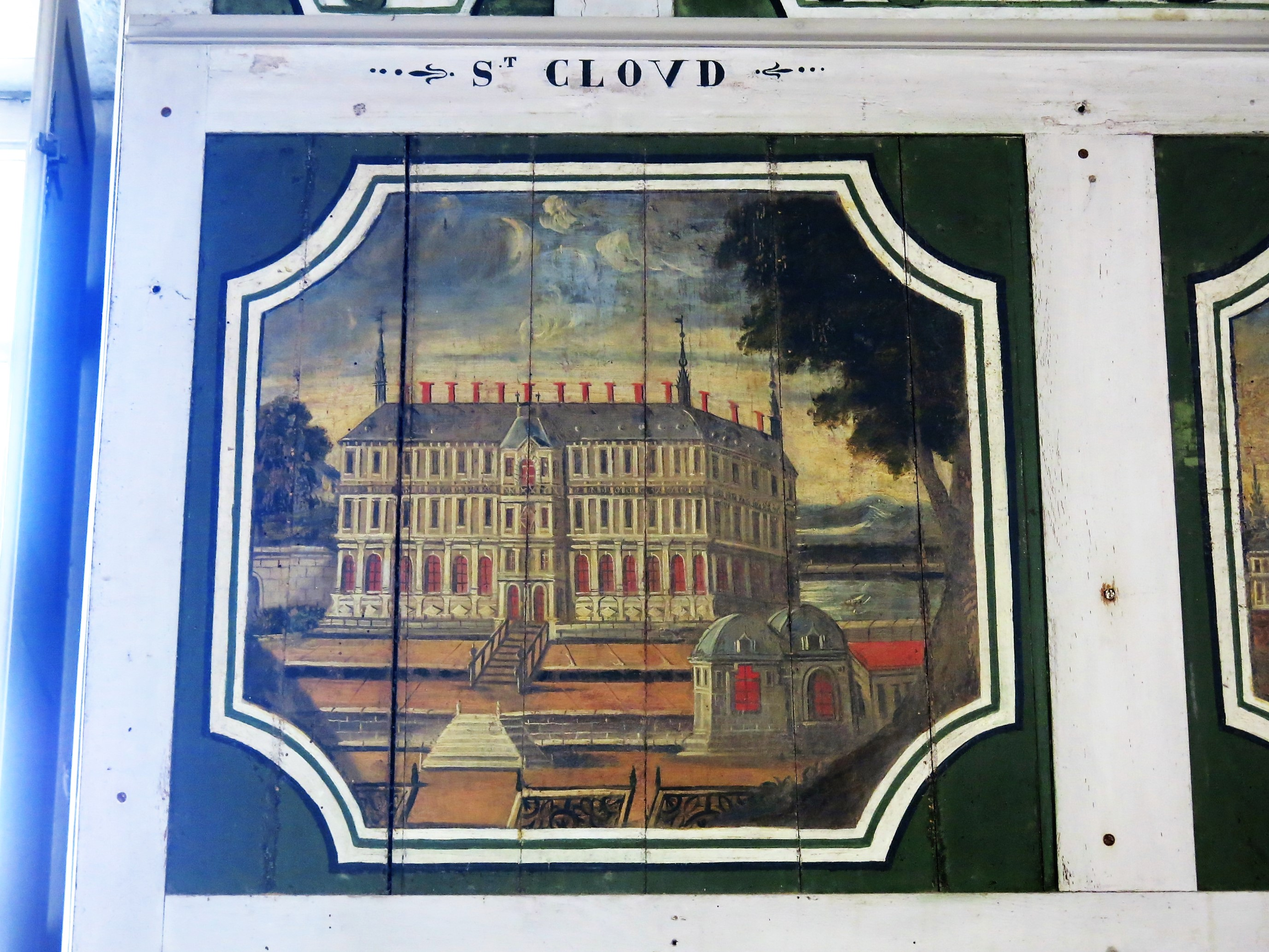
Exemple de peinture de château.

- Chapelle, dans une tour ronde
- Cuisines

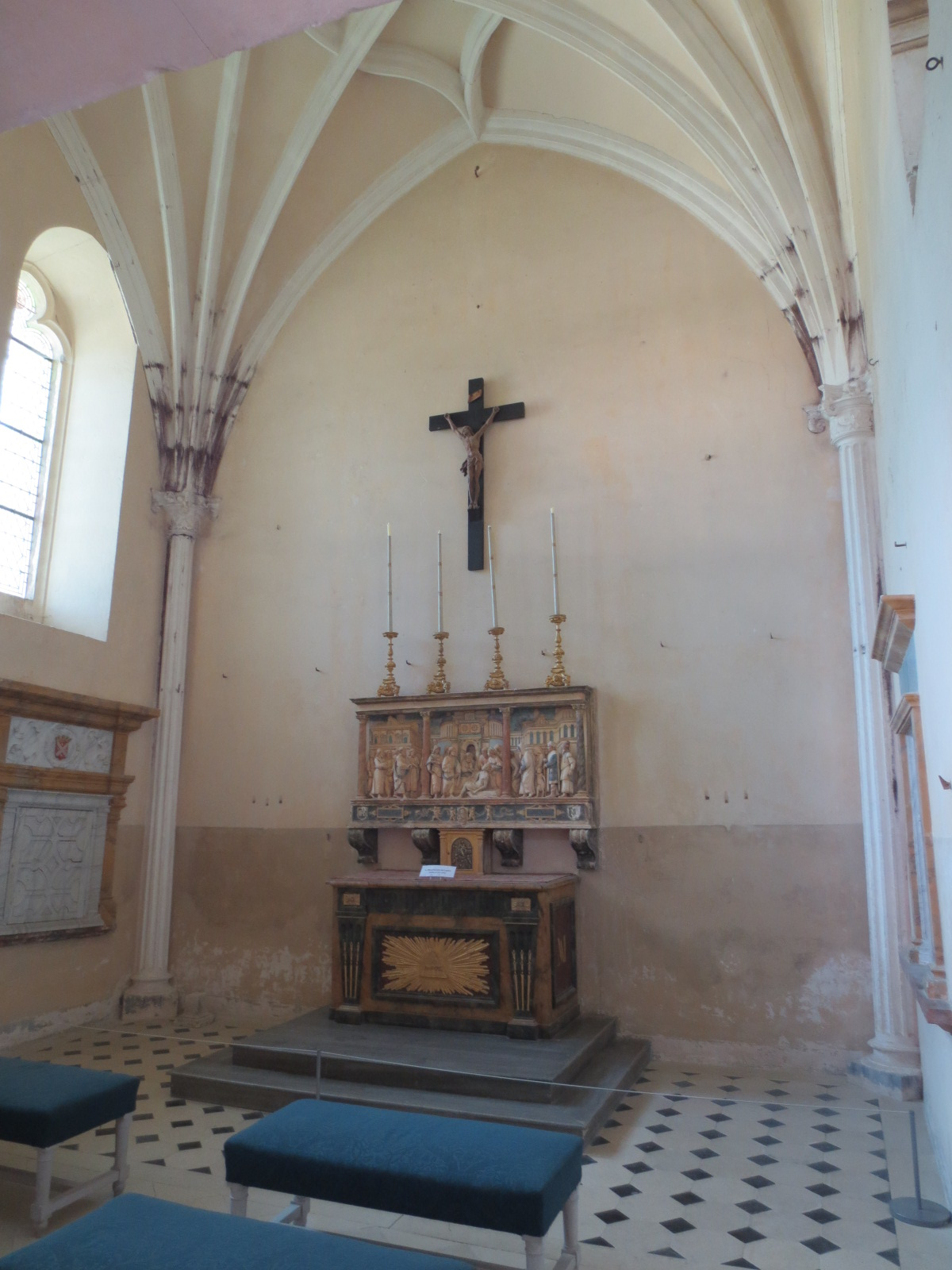
La chapelle avec un retable de la résurrection de Lazare.
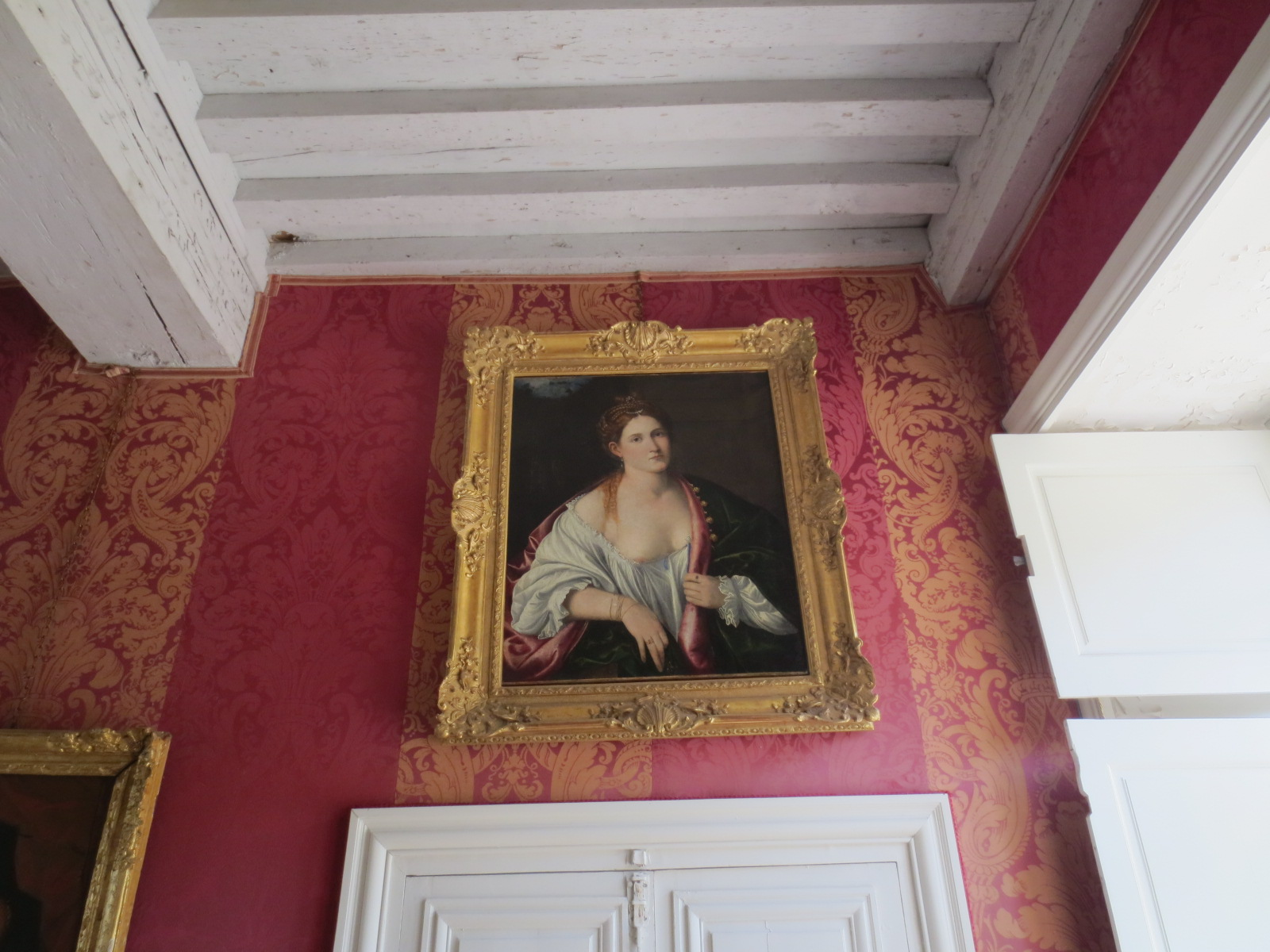
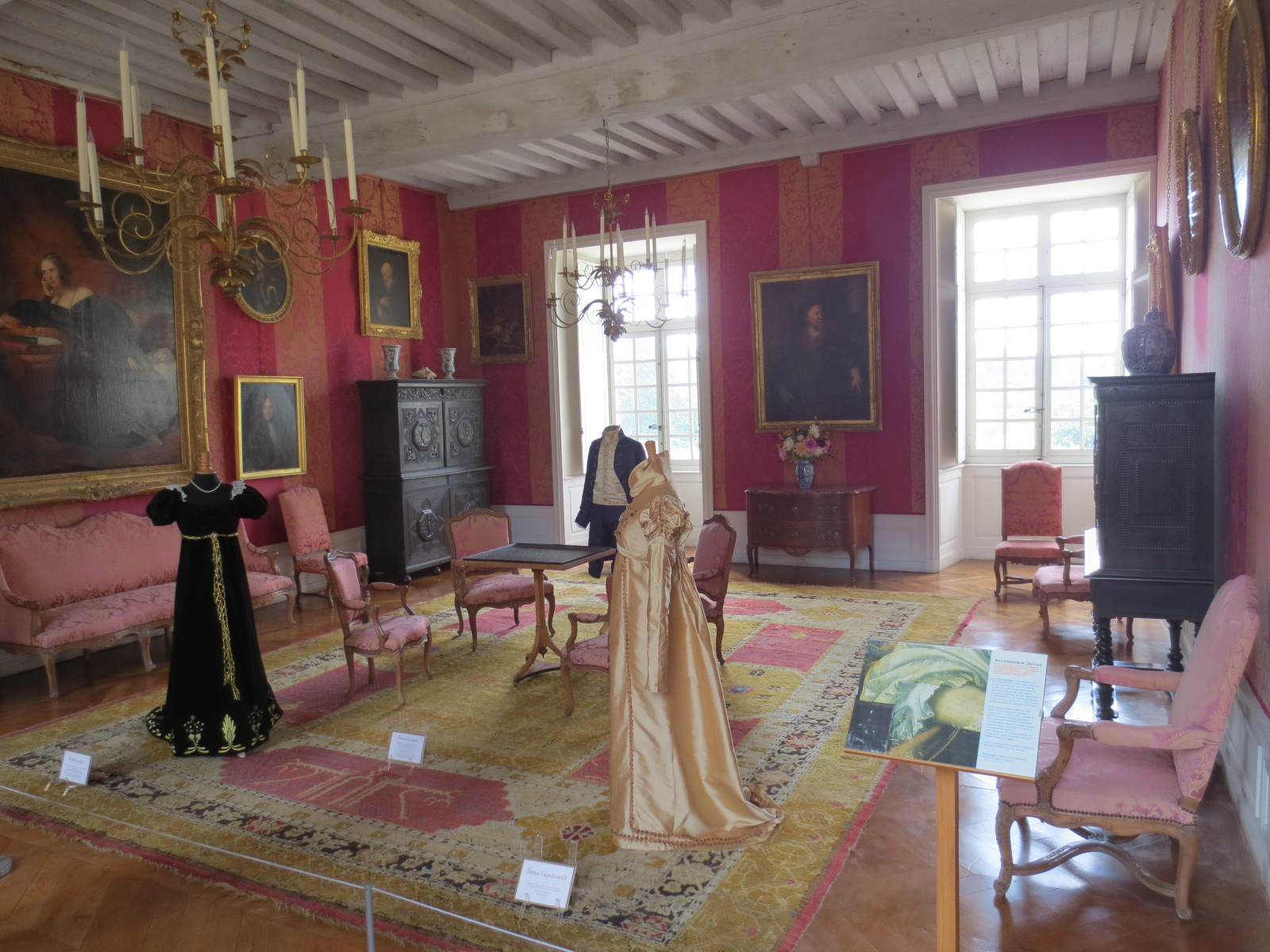
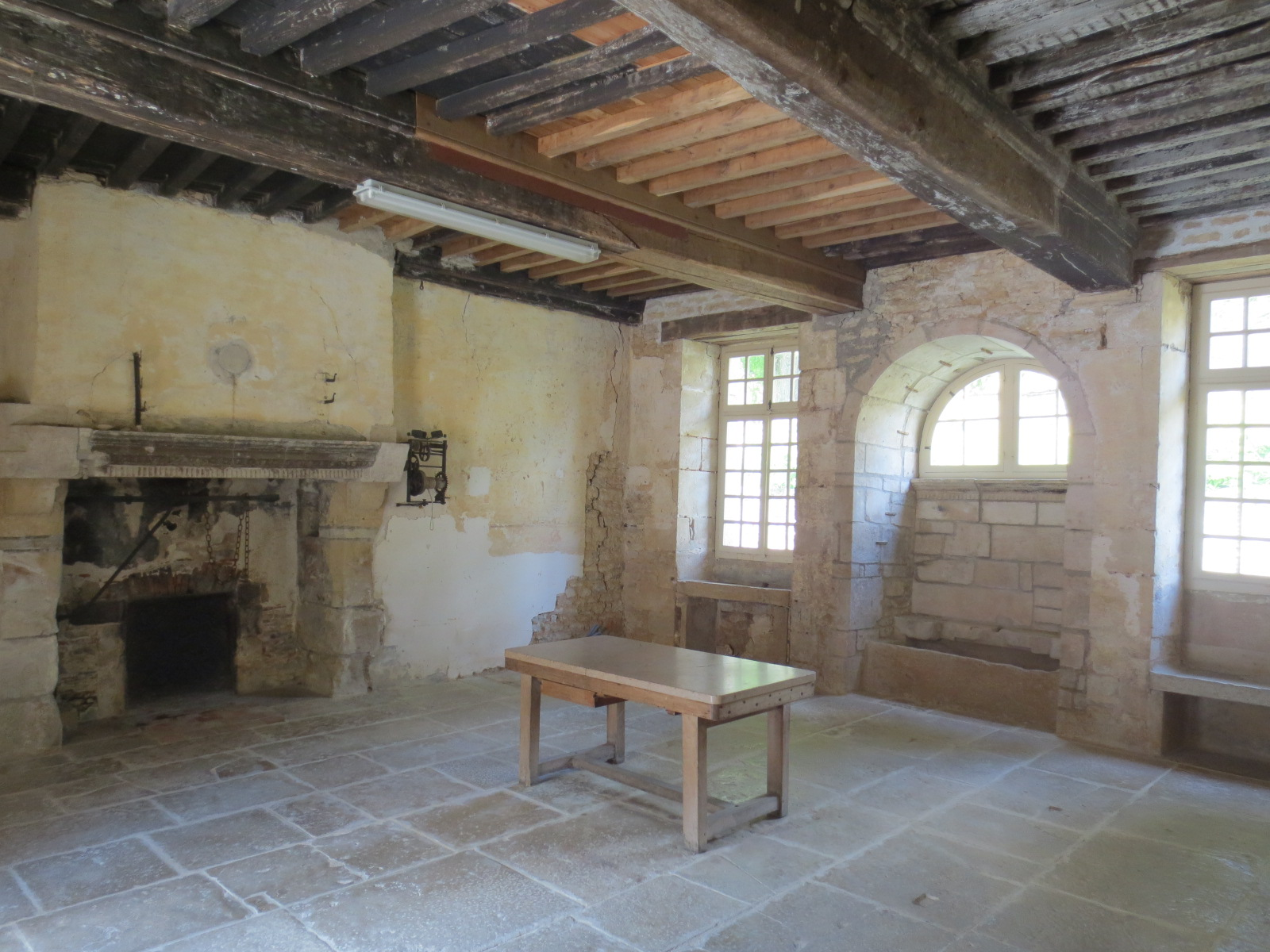

Le comte Roger de Bussy-Rabutin fait décorer de nombreuses pièces de son château de très nombreux tableaux accompagnés de commentaires, représentant une vaste fresque caustique de l’histoire de France et de son époque, de la cour de Versailles, de sa vie militaire et amoureuse, portraits de ses amies dont sa belle cousine, des grands hommes de guerre et de lui-même en lieutenant général des armées du Roi...

## Parc et jardins
Le château est construit dans un parc de 34 hectares, clos d'un mur d'enceinte en 1818.

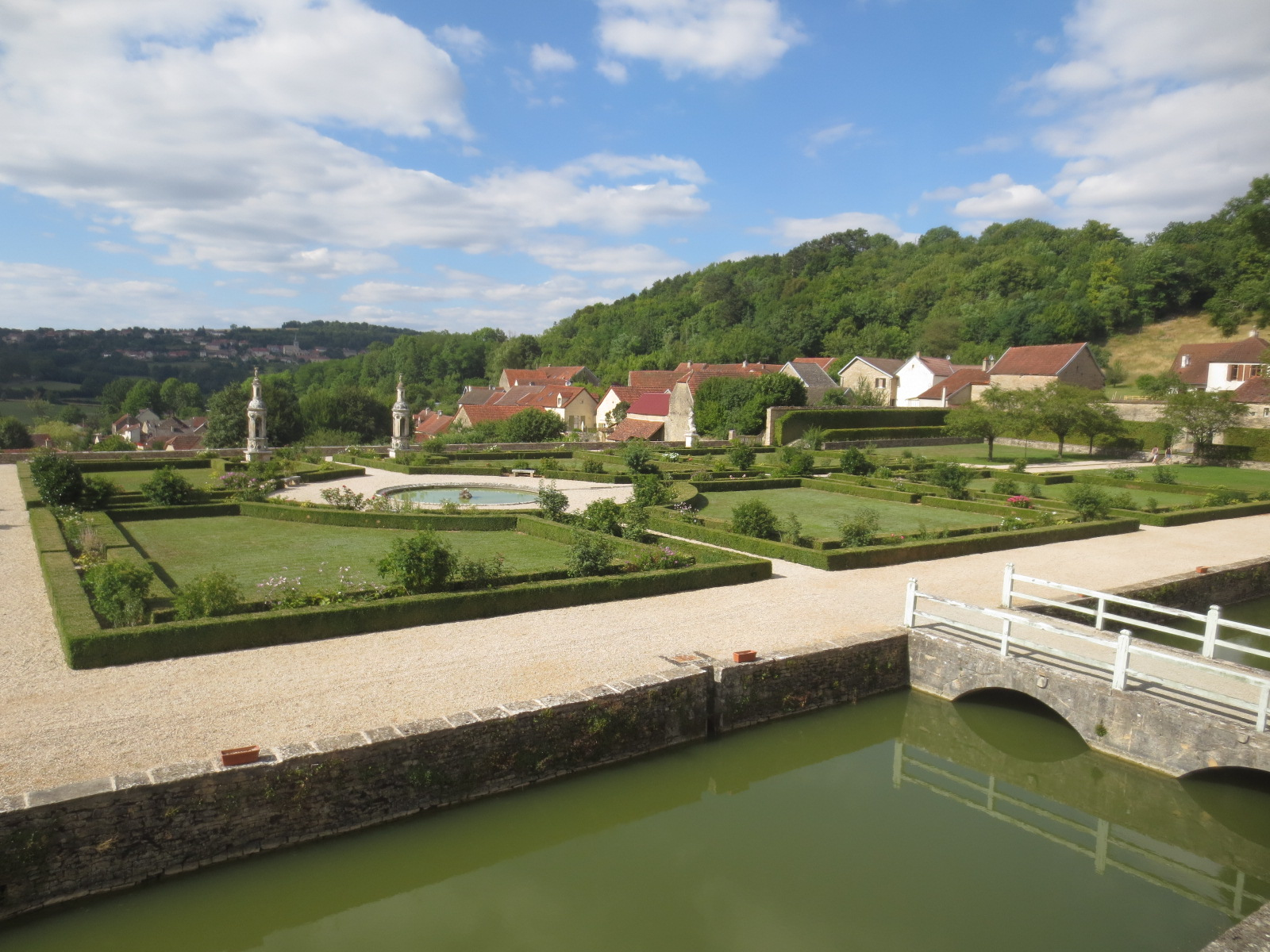
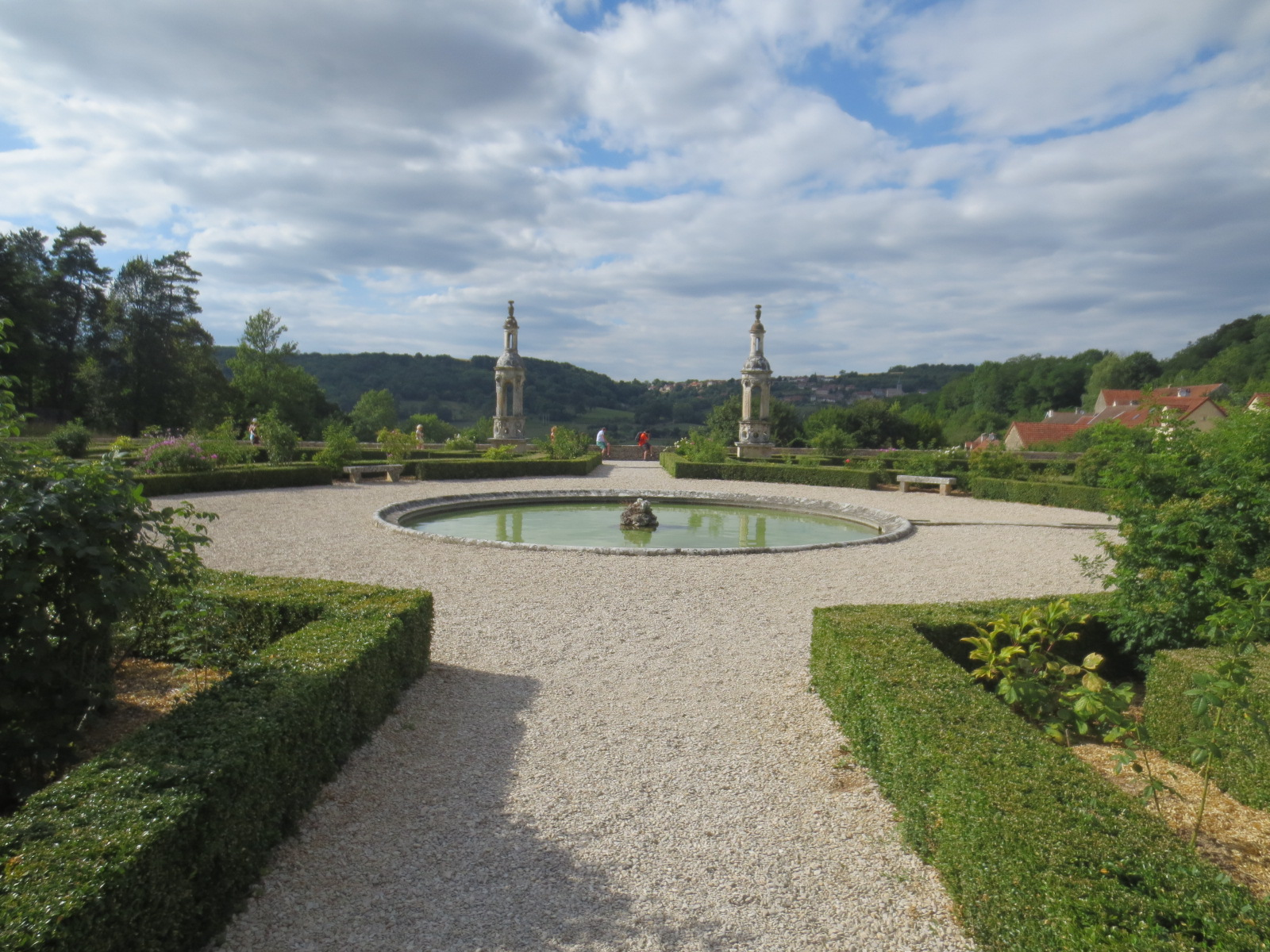
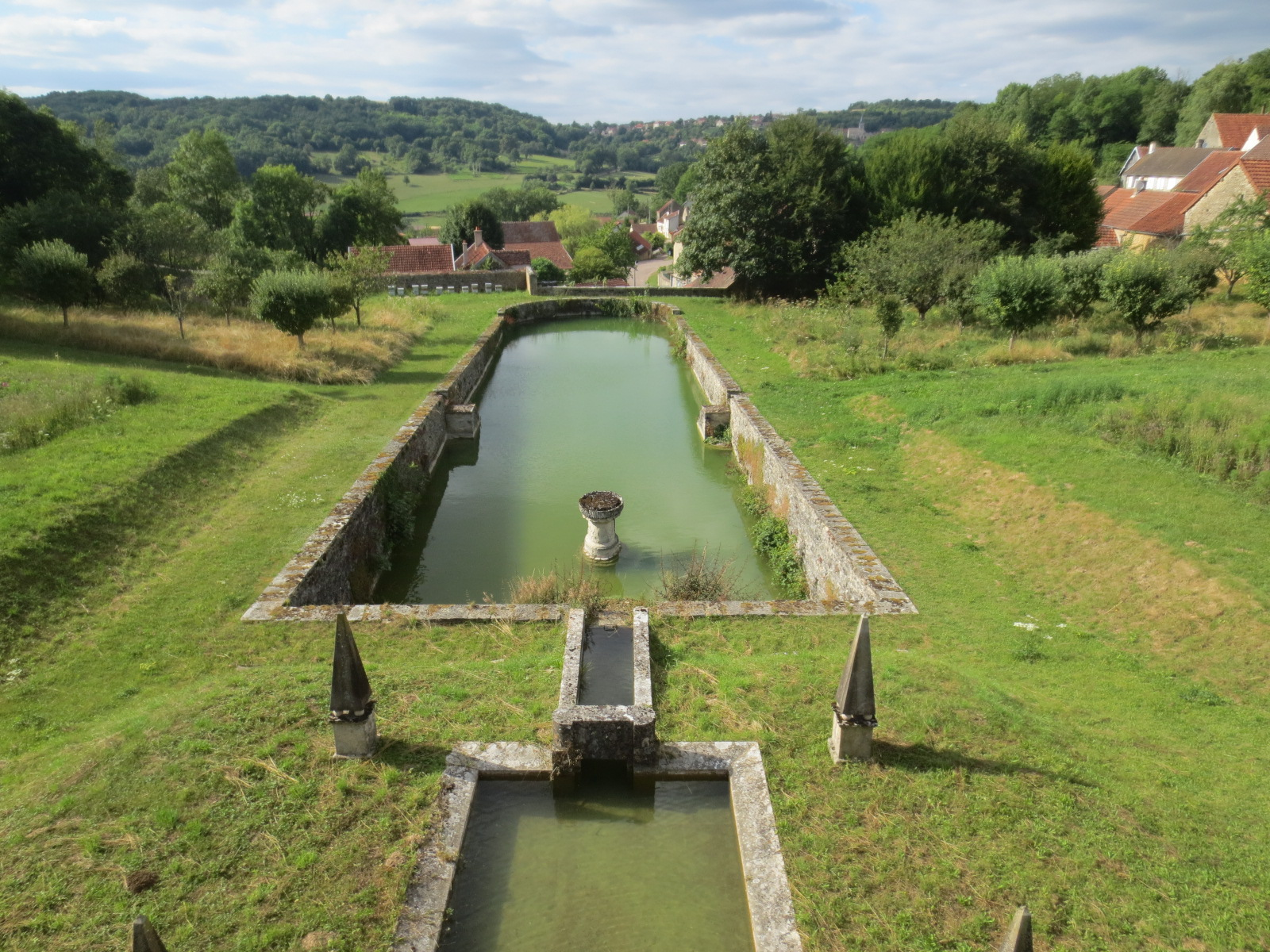
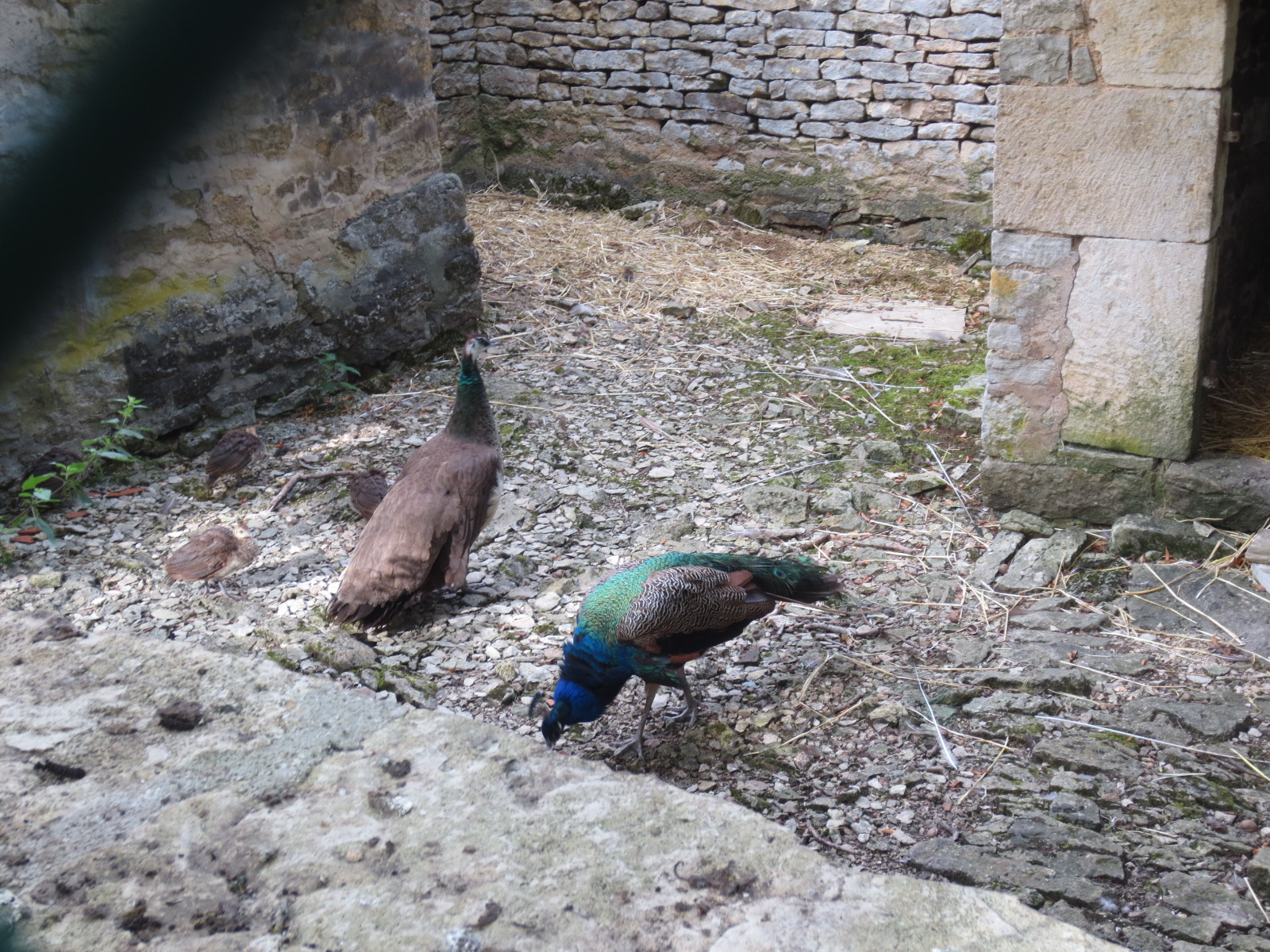

Le jardin à la française, attribué au paysagiste André Le Nôtre, est restauré au XVIIIe siècle dans son état du XVIIe siècle, avec fontaines, parterres, buis, statues, rosiers anciens, labyrinthe de charmille, curiosité que le château partage avec quelques autres demeures de Bourgogne, entre autres le château de Cormatin, qui dispose d'un labyrinthe de buis, etc. Le parc du château de Bussy-Rabutin a reçu le label Jardin remarquable.